# Edward Tomaszewicz
Edward Tomaszewicz (lit. Edvard Tomaševič; ur. 20 stycznia 1952 w Dziedoniszkach k. Wilna) – litewski polityk i przedsiębiorca, polskiego pochodzenia, poseł do Rady Najwyższej i na Sejm Litwy 1989–1992, były radny rejonu wileńskiego.

## Życiorys
W 1979 ukończył studia w Instytucie Gospodarki Rolnej w Leningradzie, po czym w latach 1970–1991 pracował w kołchozie im. Feliksa Dzierżyńskiego jako agronom. Od 1978 był dyrektorem tego kołchozu. W wyborach uzupełniających do Rady Najwyższej Litewskiej SRR XI kadencji w dniu 15 stycznia 1989 uzyskał mandat deputowanego w mickuńskim okręgu wyborczym, wygrywając z Lwem Worobjowem, dyrektorem kołchozu im. Włodzimierza Lenina. W lutym 1990 wybrany posłem do Rady Najwyższej XII kadencji z ramienia Związku Polaków na Litwie. 11 marca 1990 wstrzymał się od głosu w sprawie uzyskania przez Litwę niepodległości od ZSRR. Po odejściu z Sejmu powrócił do pracy w branży rolniczej, był m.in. dyrektorem przedsiębiorstwa rolnego w Mickunach, a także właścicielem sklepów spożywczych. W latach 1995–1997 i 2002–2003 sprawował mandat radnego rejonu wileńskiego z list AWPL i Polskiej Partii Ludowej.